# Splunk
Splunk es un software para buscar, monitorizar y analizar macrodatos generados por máquinas (en inglés: Big Data) de aplicaciones, sistemas e infraestructura IT a través de una interfaz web. Splunk captura, indexa y correlaciona en tiempo real, almacenándolo todo en un repositorio donde busca para generar gráficos, alertas y paneles fácilmente definibles por el usuario.
El objetivo de Splunk es hacer los datos de estas máquinas (este Big Data) accesible a toda la organización, permitiendo la identificación de patrones, realización de medidas, diagnosis de problemas y provisión de inteligencia (en inglés: Business Intelligence) a cualquier parte del negocio. Splunk es una tecnología que escala a nivel de mercado horizontal usada para gestión de aplicaciones: seguridad de la información, cumplimiento normativo, negocios y análisis web.

## Historia
La compañía fue fundada en 2003 por Michael Baum, Erik Swan y Rob Das. El nombre "Splunk" proviene del término inglés que hace referencia a la exploración de cuevas, el espeleísmo (en inglés: spelunking), ya que se asemeja a lo que hace Splunk: espeleología en los datos del usuario.
Splunk tiene sus oficinas centrales en San Francisco, y sedes en EMEA y Asia, con más de 475 empleados.  Splunk fue creada con el modelo de capital riesgo (en inglés: venture funded), con más de 40 millones de USD en 2007 y obteniendo beneficios constantes desde 2009. La empresa se hizo pública en 2012 y en agosto de 2018 alcanzó una capitalización bursátil de 14,8 millardos de USD.
En el año 2011 Splunk tenía más de 3700 clientes licenciados en 74 países, incluyendo más de la mitad de las Fortune 100; en 2019 atendía a 90 empresas de dicha lista.
Splunk informó de sus ingresos del cuarto trimestre fiscal 2021 de 745,1 millones de dólares. Para todo el año fiscal 2021, Splunk declaró unos ingresos de 2.230 millones de dólares.
El 15 de noviembre de 2021, Douglas Merritt renunció como presidente y CEO. Graham Smith, presidente de Splunk desde 2019, asumió el cargo de CEO interino.
El 2 de marzo de 2022, Splunk nombró a Gary Steele, anteriormente en Proofpoint, como su CEO y el sucesor del jefe interino Graham Smith a partir de abril de 2022.
El 21 de septiembre de 2023, Cisco anunció que adquiriría Splunk por 28.000 millones de dólares en una operación totalmente en efectivo.
En noviembre de 2023, la empresa anunció despidos que afectaron al 7% o 500 de sus empleados, tras una reducción anterior de 300 empleados en el mismo año. El CEO Gary Steele aclaró en una carta a los empleados, presentada ante la Comisión del Mercado de Valores de EE. UU., que la decisión no estaba relacionada con el acuerdo con Cisco.

## Productos

Arquitectura de Splunk

Splunk ofrece el software en dos versiones con diferentes licencias: una de pago (Enterprise License) diseñada para empresas, y una gratuita "Free License" diseñada para uso personal. La versión de software gratis está limitada a 500 MB de datos al día, y carece de algunas de las funcionalidades de la versión licenciada Enterprise. Las características básicas del producto incluyen: indexar cualquier tipo de dato en ASCII, búsquedas de históricos y en tiempo real, reportes, alertas, y paneles y análisis estadísticos.

## Cloud
En 2016, Google anunció que su plataforma en la nube se integraría con Splunk para expandirse en áreas como operaciones de TI, seguridad y cumplimiento. La empresa también anunció capacidades adicionales de aprendizaje automático para varias de sus principales ofertas de productos, que se instalan en la parte superior de la plataforma.
Splunk Cloud recibió la autorización de FedRAMP de la Oficina de Gestión de Programas de FedRAMP de la Administración de Servicios Generales en un nivel moderado en 2019, lo que permitió a Splunk vender al gobierno federal. Esto permite a los clientes acceder a los servicios de IA y ML de Google y potenciarlos con datos de Splunk. Además, al integrarse con Google Anthos y Google Cloud Security Command Center, los datos de Splunk se pueden compartir entre diferentes aplicaciones basadas en la nube. 
Para ayudar a las empresas a gestionar el cambio a un entorno de múltiples nubes, Splunk lanzó su Observability Cloud, que combina la supervisión de la infraestructura, la supervisión del rendimiento de las aplicaciones, la supervisión de la experiencia digital, la investigación de registros y las capacidades de respuesta a incidentes. En 2020, la compañía anunció que Splunk Cloud está disponible en Google Cloud Platform y lanzó una iniciativa con Amazon Web Services para ayudar a los clientes a migrar cargas de trabajo de Splunk locales a Splunk Cloud en la nube de AWS.

## Splunkbase

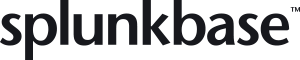
Splunkbase

Splunkbase es una comunidad alojada por Splunk, donde los usuarios pueden encontrar aplicaciones y complementos de Splunk para mejorar la funcionalidad y las capacidades de acción de Splunk, y donde también pueden proporcionar, a través de una interfaz simple e intuitiva, los casos específicos de uso y/o los productos de los proveedores. Las integraciones en Splunkbase incluyen la aplicación Splunk para New Relic, el módulo ForeScout extendido para Splunk, y la aplicación Splunk para AWS.

## Patentes
Splunk ha solicitado la patente U.S. patent number 7,937,344 "Machine Data Web", y U.S. patent number 8,112,425 "Time Series Search Engine".

## Algunos clientes
- Groupon.
- Zynga.
- Bank Of America.
- Grupo Financiero Monex.
- Akamai.
- Salesforce.
- Goldman Sachs.
- Telefónica I+D.
- Entel Chile.
- Trek Segafredo.[30]